# Juan de Badajoz le Vieux
Juan de Badajoz le Vieux, Juan de Badajoz el Viejo en castillan, est un sculpteur et architecte de la Renaissance espagnole mort à León le 31 août 1522.
Il est le père de Juan de Badajoz le Jeune (el Mozo).

## Biographie
Il y a peu de documents permettant de connaître son origine et sa formation. Llaguno a écrit qu'il est né à Badajoz. 

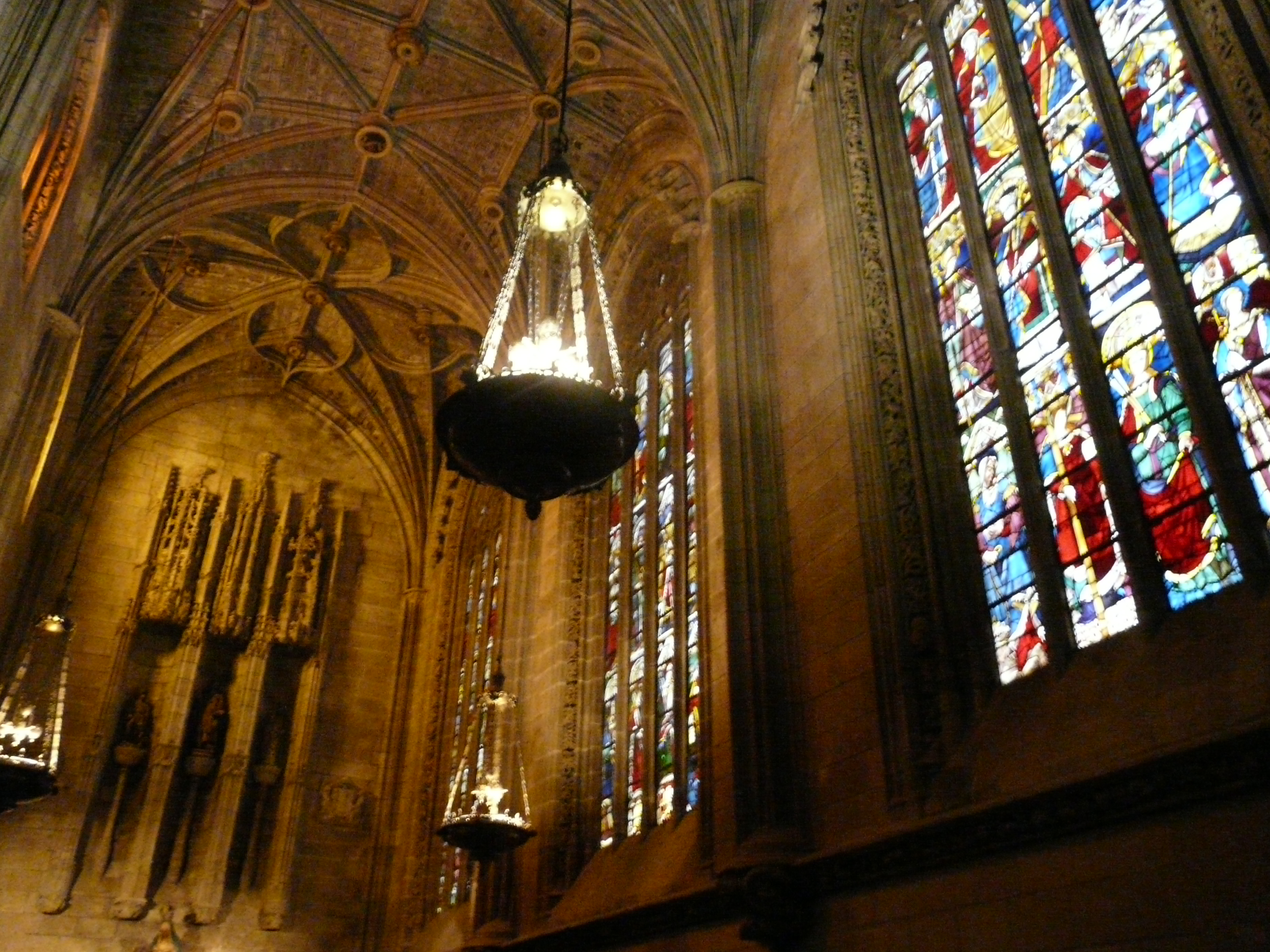
Chapelle de Santiago
Cathédrale de León

Il est documenté comme travaillant à León à partir de 1492. Il a été nommé maître d'œuvre de la cathédrale de cette ville où il a dirigé entre autres la construction de la bibliothèque, actuelle chapelle de Santiago, bâtie entre 1492 et 1505 dans le style gothique flamand pour accueillir la grande bibliothèque de l'humaniste Alonso de Valdivieso (1486-1500), évêque de León.
Il a travaillé sur le portique de la façade et la tour de la cathédrale San Salvador d'Oviedo. Il y est cité pour la première fois en 1505. Il a fait les plans de la tour gothique en 1508 qui a été réalisée par Rodrigo Gil de Hontañón.
En plus la bibliothèque, où on trouve encore des réminiscences gothiques, il a réalisé dans la même cathédrale les nouveaux portails des façades ainsi que d'autres parties de l'édifice. Pour réaliser ces travaux, il a embauché une équipe de bons sculpteurs et charpentiers des alentours.
En 1512, il fait partie de la commission de maîtres maçons et architectes chargée de définir le programme de la nouvelle cathédrale de Salamanque. En août 1513 il va de Grenade à Séville avec Juan Gil de Hontañón et Juan de Álava pour voir la chapelle majeure de la cathédrale de Séville. Il y ont fait trois plans pour la chapelle.
Le père Juan de Cusanza (alias Juan de León) ayant démoli la chapelle majeure (capilla mayor) romane de la basilique de San Isidoro de León il l'a fait reconstruire à partir de 1513 par Juan de Badajoz le Vieux. Après sa mort, le travail a été terminé par son fils, Juan de Badajoz le Jeune.
En 1515, il évalue avec Juan de Orozco, maître de l'œuvre de San Marcos, le portail de Santa Maria del Camino de la cathédrale de León.
En 1522, il est superviseur de l'œuvre de la nouvelle cathédrale de Salamanque avec Francisco de Colonia. Ils ont critiqué les modifications des plans initiaux introduits par Juan Gil de Hontañón pour les chapelles latérales. Juan de Álava qui travaille sur celles du côté droit a contesté cet avis.
À sa mort, en 1522, c'est son fils qui l'a remplacé comme maître de l'œuvre de la cathédrale de León.